# Saint-Bonnot
Saint-Bonnot é uma comuna francesa na região administrativa de Borgonha-Franco-Condado, no departamento Nièvre. Estende-se por uma área de 14,8 km². Em 2010 a comuna tinha 146 habitantes (densidade: 9,9 hab./km²).